# Gustav Holst
Gustav Holst (født 21. september 1874, død 25. maj 1934) var en engelsk komponist. Han er mest kendt for orkestersuiten Planeterne (The Planets), der delvis er inspireret af astrologi (Holst var selv astrolog). I Choral Hymns from the Rig Veda har Holst selv oversat teksten fra sanskrit.
Hans musik og indstilling til livet var under indflydelse af folkemusik, Østens filosofi og venskabet med Vaughan Williams.
Han blev verdensberømt på grund af Planeterne der er fra 1916 og er en orkestersuite i syv satser.
Har skrevet: 4 operaer: Savitri, At The Boar´s Head.
2 koncerter. 10 suiter: St. Paul´s Suite opus 29 nr. 2 (1913), The Planets opus 32 (1916). Symfoniske digte: Egdon Heath. Mange korsange. Choral Symphony, Choral Fantasy, Hymn of Jesus, Choral Hymns from the Rig Veda, Costwold Symfoni.
Kammermusikværker: terzetter.

## Udvalgte værker
- "Planeterne" (1916) - for kor og stort orkester
- Symfoni (i F-dur) "Costwolds" (1900) - for orkester
- Koralsymfoni nr. 1 (1924) - for kor og orkester
- Koralsymfoni nr. 2 (1934) (ufuldendt) - for kor og orkester
- "10 suiter: St. Pauls Suite" (1913) - for kor og orkester

 Lydklip af uddrag af Gustavs The Planets opus 32 ?
- Wikimedia Commons har flere filer relateret til Gustav Holst